# Marco Antonio de la Parra
Marco Antonio de la Parra (Santiago, 23 de enero de 1952) es un psiquiatra y dramaturgo chileno, miembro de la Academia de Bellas Artes. Es autor de más de ochenta títulos traducidos a varios idiomas, entre piezas teatrales, novelas, libros de relatos y ensayos, donde satiriza mediante metáforas la realidad nacional. Además es el director del Teatro de la Universidad Finis Terrae.

## Biografía
Estudió en el Instituto Nacional y después ingresó en la Universidad de Chile, donde se graduó de médico cirujano en 1976 y se especializó en Psiquiatría de Adultos.
Su actividad teatral comenzó en la universidad, donde dirigió el Teatro de la Facultad de Medicina de su alma mater (1974-1976) y donde se dio a conocer como dramaturgo. En 1975 obtuvo una mención honrosa en el Concurso de Dramaturgia de la Universidad de Chile por Matatangos, disparen sobre el zorzal, que sería estrenada tres años más tarde.
En 1978, la Universidad Católica censuró su pieza Lo crudo, lo cocido, lo podrido, "obra capital de Marco Antonio de la Parra".
Entre 1984 y 1987 dirigió la compañía La Teatroneta; luego, ese año, funda el Teatro de la Pasión Inextinguible; posteriormente fue director artístico del Proyecto Transatlántico, de investigación escénica y extensión docente de intercambio teatral entre Chile y España. Como actor, De la Parra ha interpretado muchas de sus propias obras. 
Con el retorno de Chile a la democracia, después de que Augusto Pinochet se viera obligado a entregar el poder debido a la derrota en el plebiscito de 1988, De la Parra fue nombrado agregado cultural de la embajada en España por el gobierno de Patricio Aylwin (enero de 1991 a septiembre de 1993). En Madrid, y por encargo del Centro Nacional de Nuevas Tendencias Escénicas dirigido por Guillermo Heras, dirige un célebre taller de dramaturgia en el que participaron algunos jóvenes escritores que pronto triunfarían en el teatro español, como Juan Mayorga, José Ramón Fernández, Pedro Víllora, Angélica Liddell, Raúl Hernández Garrido, Luis Miguel González Cruz o el también músico Juan Antonio Canta.
A su regreso de España, fue crítico de televisión del vespertino La Segunda, con el seudónimo de Zap Zap (hasta 1998). De la Parra ha incursionado en varios géneros literarios: cuento, novela, drama, ensayo, guion, crónica. Además, ha ejercido la docencia en la Universidad Católica, donde fue profesor de Dramaturgia (1993-1995) y en la Finis Terrae, en la que dirigió desde 2005 la Escuela de Literatura de la Facultad de Comunicaciones y Humanidades y, desde 2012 a 2015, su Escuela de Teatro. En esta casa de estudios dirige también la Cátedra Siglo XXI, que propone reflexionar sobre las grandes tendencias que están imponiéndose en el mundo en el campo de la cultura, la ciencia y las disciplinas sociales; es director artístico del Teatro Finis Terrae. Fue conductor de Puro cuento en la radio Duna FM. Además, conduce talleres de dramaturgia tanto en Chile como en el exterior.  
Tiene una columna en La Segunda a partir de 2012.
En 1997 fue elegido miembro de número de la Academia Chilena de Bellas Artes, donde ocupa el sillón N.º 22. Sus obras han sido traducidas a diversos idiomas.
Está casado con la periodista Ana Josefa Silva.

## El dramaturgo

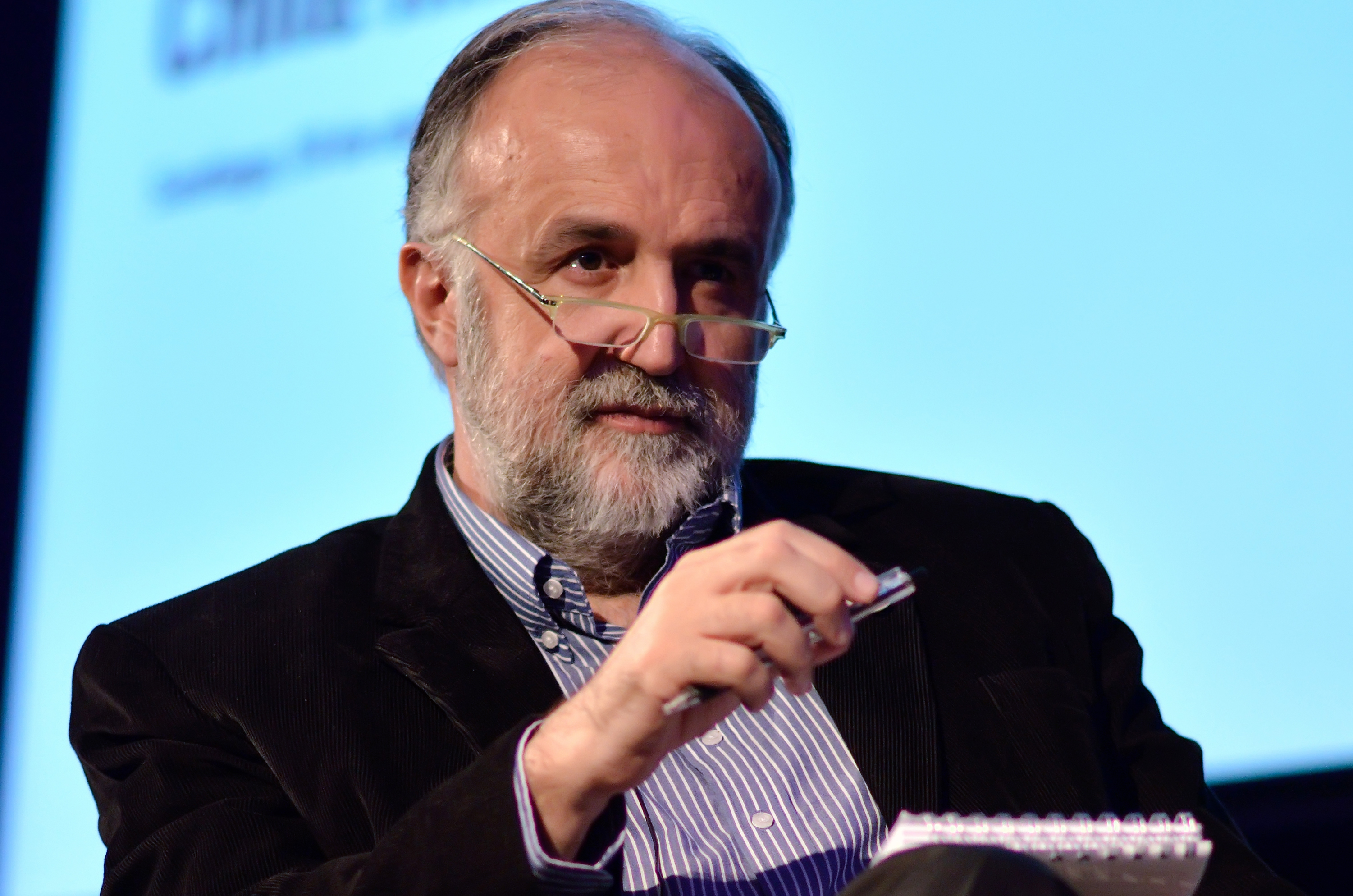
De la Parra en 2013

El profesor Adolfo Albornoz Farías sostiene que "desde la perspectiva temática, la producción teatral de Marco Antonio de la Parra se organiza en torno a tres indagaciones sustanciales. La primera guarda relación con la permanente revisión de la historia y la identidad chilena, especialmente en su contexto republicano y moderno. El imaginario nacional, sus relatos y mitos, referentes e íconos, y su memoria, han sido preferentemente examinados en Lo crudo, lo cocido, lo podrido (1978), pasando por La pequeña historia de Chile (1994) y llegando hasta Las costureras (2000), entre otras obras. El segundo proyecto de investigación dice relación con el incesante asedio a la subjetividad de la clase media chilena de final del siglo XX e inicio del XXI. Las principales tensiones de esta clase, sus amores y odios, lealtades y traiciones, sus determinantes políticas y económicas, han sido particularmente abordadas, por ejemplo, en Infieles (1988), El continente negro (1994), Monogamia (2000) y y no le gusta el Sushi (2003). La tercera obsesión ha sido la permanente apropiación y resemantización, desde el Chile finisecular, de muchos de los principales íconos culturales occidentales. Marx y Freud, Tarzán y Mandrake, Neruda y Dostoievski, Shakespeare y Cervantes, Pinochet y Bush, la tragedia griega y los reality show, la high tech y el sushi, la guerra y los mass media, etc., han sido recogidos y reelaborados desde Matatangos, disparen sobre el zorzal (1975), pasando por La secreta obscenidad de cada día (1984), King Kong Palace o el exilio de Tarzán (1990) y Madrid/Sarajevo (1999), hasta Wittgenstein, el último filósofo (2004), entre muchas otras piezas".

## Obras
| - Lo crudo, lo cocido, lo podrido, teatro, 1978 (reeditado por LOM, 2010) - Lindo país esquina con vista al mar, coautor, teatro, 1979 - La mar estaba serena, coautor, teatro, 1980 - Teatro: Lo crudo, lo cocido, lo podrido / Matatangos, disparen sobre El zorzal, Santiago, Chile: Nacimiento, 1983 (prólogo de Juan Andrés Piña) - La secreta obscenidad de cada día, teatro, 1984 - El deseo de toda ciudadana, novela, Ediciones del Ornitorrinco, 1986; llevada al teatro en 1987 por el director Ramón Griffero y en 2017 por Elsa Poblete - Sueños eróticos / Amores imposibles, cuentos, Ediciones del Ornitorrinco, 1986 - Infieles, teatro, 1988 - Obscenamente (in)fiel o una personal crónica de mi prehistoria dramatúrgica, autobiografía profesional, Santiago, Planeta, 1988 - La secreta guerra santa de Santiago de Chile, novela, Planeta, Santiago, 1989 - La noche de los volantines, coautor, teatro, estreno: 1989, Teatro Ictus, dirección de Nissim Sharim - Cuerpos prohibidos, novela, Planeta, Santiago, 1991 - King Kong Palace o El exilio de Tarzán, teatro, 1990 (publicada por Pehuén, junto con la pieza siguiente) - Dostoievski va a la playa, teatro, 1990 (publicada por Pehuén, junto con la pieza anterior) - El padre muerto, teatro, 1991 (publicación: Menoría: Ediciones Premio Borne, 1992) - Dédalus en el vientre de la bestia o Dédalus/Subamérica, teatro, 1992 - Telémaco/Subeuropa o El padre ausente, teatro, 1993 - Tristán e Isolda, teatro, 1993 - Heroína, teatro, Valladolid: Ediciones Premio Caja España, 1994 - El continente negro, teatro, CELCIT, Buenos Aires, 1994 - Ofelia o la madre muerta, teatro, 1994 - La pequeña historia de Chile, teatro, 1994 - La pérdida del tiempo, novela, Editorial Sudamericana, Santiago, 1994 - Cartas a un joven dramaturgo, ensayo, Santiago, Dolmen, 1995 (editado en México en 2007) | - Grandes éxitos y otros fracasos, cuentos, Planeta, Santiago, 1996. Contiene 10 relatos publicados anteriormente y 6 inéditos - El ángel de la culpa y otros textos, Colcultura, 1996 - La mala memoria. Historia personal de Chile contemporáneo, ensayo, 1997 - La puta madre, teatro, 1997 - La vida privada/La puta madre, Casa de América, Madrid, 1998 - El televidente, ensayo en el que refleja su experiencia como crítico de TV en la segunda mitad de los años 1980; Planeta, Santiago, 1998 - Carta abierta a Pinochet. Monólogo de la clase media chilena con su padre, ensayo, Planeta, Santiago, 1998 - Teatro mutilado de Chile. Caracas y Santiago de Chile: Dolmen Ediciones, 1998. Contiene: - Telemaco/Subeuropa (o El padre ausente) y La tierra insomne (o también La Orestiada de Chile [Tragedia griega sin griegos, Orestiada sin Orestes] o más propiamente conocida como La puta madre o igualmente La madre patria) - Dios ha muerto, teatro, 1999 - Madrid/Sarajevo, teatro, 1999 - La familia, teatro, 1999 - Heroína. Teatro repleto de mujeres, Cuarto Propio, 1999 - Manual para entrar al siglo 21, ensayo, LOM, 1999 - Monogamia, teatro, 2000 - Novelas enanas, Alfaguara, 2000; contiene 11 textos: - Bajo la lluvia, Mi padre hablaba boleros, Querido Coyote, Nunca se publicaron: las obras completas de Norton Jaramillo, Pequeña novela gótica, El maestro de Claudia, Paul & John, Nada es para siempre, El libro negro del cine chileno, Arena en las sábanas y No te quedes muda - (Estamos) en el aire, teatro, 2001 - El año de la ballena, novela juvenil, Alfaguara, Serie Roja, 2001 - El cuerpo de Chile, Planeta/Ariel, Santiago, 2002 - El cuaderno de Mayra, novela juvenil, Alfaguara, Serie Roja, 2002 - Anunciome, poemas de De la Parra con dibujos de Eva Lefever; BankBoston y Corporación Amigos de Museos y Bellas Artes, 2002 | - Sobre los hombres (o lo que queda de ellos), Grijalbo, Santiago, 2003 - Sushi, teatro, 2003 - El Cristo entrando en Bruselas (basado en el cuadro de James Ensor), novela, Editorial Cuarto Propio, Santiago, 2003 - Cesante, Guion junto a Esteban Schneider y Nicolás López, 2003 - La sexualidad secreta de los hombres, 2004 - Wittgenstein, el último filósofo, teatro, 2004 - Te amaré toda la vida, novela, Plaza Janés, 2005 - El teatro, la escena secreta, teatro, estrenado por el Teatro Nacional Chileno en 2006 - Crear o caer, ensayo, Ediciones B, Buenos Aires, 2006 - La cruzada de los niños, teatro, estrenado en 2006 - Decapitation, teatro; estreno 2006; dirección de Jesús Barranco, compañías Blenamiboá y El Tinglao - Vencer la depresión, sicología, editorial Vergara, 2009 - Paul & John, adaptación teatral de la novela enana, llevada a escena en 2010 por Daniel Lattus - La casa de Dios, 2007 - La entrevista, o El piano mundo - La secreta obscenidad de cada día, antología, con prólogo de Teresina Bueno; Arte y Escena; 2010, México D.F. Contiene: - La secreta obscenidad de cada día; Telémaco/Sub-Europa, o El padre ausente; El deseo de toda ciudadana; Querido coyote; y Tristán e Isolda - El libro de David, 2010 - Para qué leer, 2011 - Ex ex, teatro, estreno 2012 - El loco de Cervantes, teatro, espectáculo unipersonal, estreno: 28 de mayo de 2012; dirección: Julio Pincheira - La sangre de Xile, teatro, estreno: 6 de septiembre de 2012; dirección: Raúl Osorio - El dolor de Xile, estreno: 4 de julio de 2013, Teatro Nacional Chileno; dirección: Raúl Osorio - La UP, estreno: 2 de agosto de 2013, teatro de la Universidad Finis Terrae; dirección: Francisco Krebs - La vida doble, adaptación teatral de la novela homónima de Arturo Fontaine Talavera, estreno: 31 de julio de 2014, Teatro Finis Terrae; dirección: Claudia Fernández - Los pájaros cantan en griego, estreno: 22 de julio de 2015, Teatro Finis Terrae; dirección: Aliocha de la Sotta[ - En el umbral del olvido / fotografías de Samuel Shats, en coautoría con Gonzalo Leiva Quijada, 2015 - El amo, unipersonal, 2017 |

- El año que nos volvimos todos un poco locos.

## Premios y reconocimientos

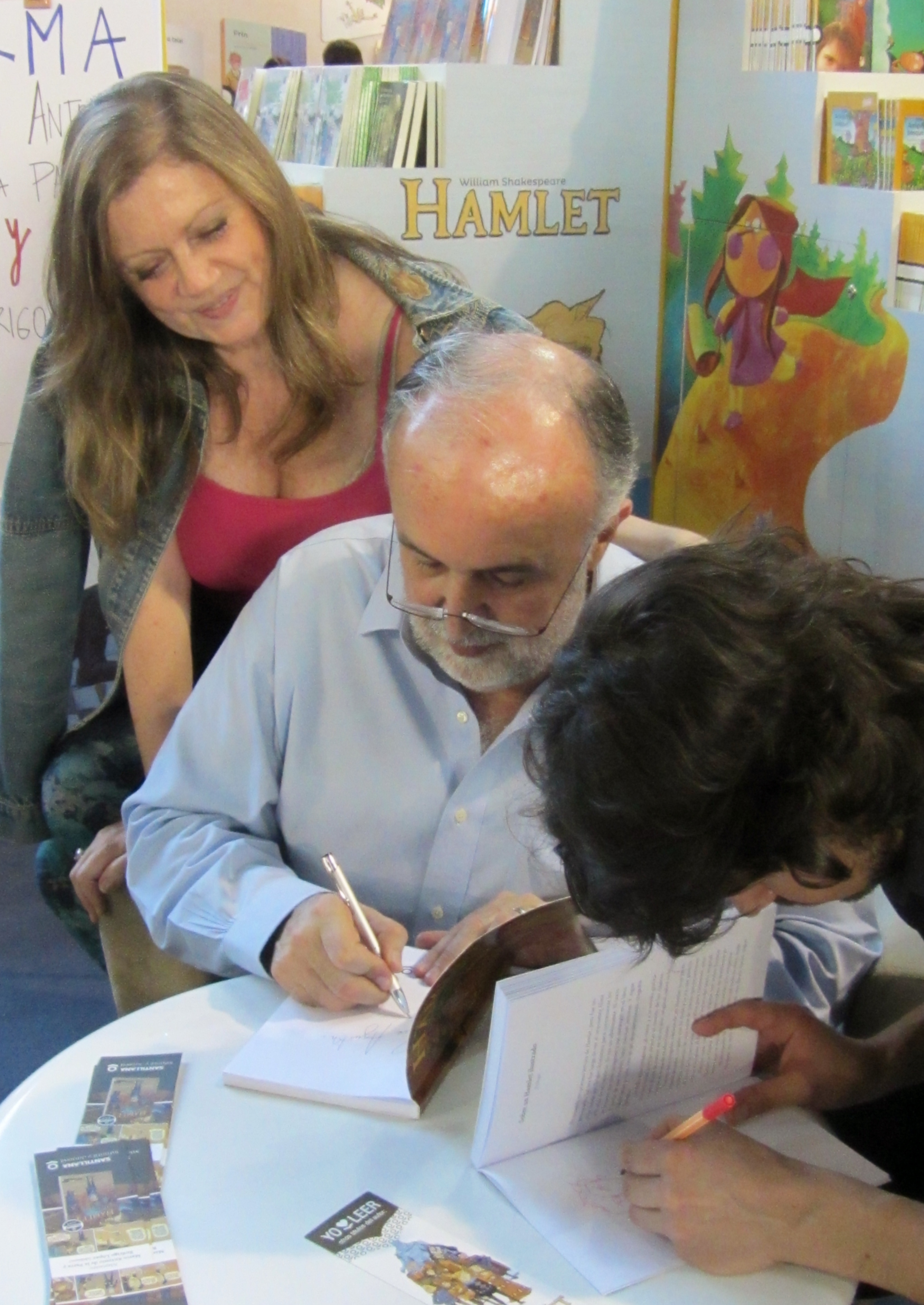
De la Parra firmando ejemplares de su adaptación de Hamlet con el dibujante Rodrigo López; de pie, Ana Josefa Silva, esposa del dramaturgo. Noviembre de 2016

- Premio del Latin American Theatre 1979 (Nueva York) por Lo crudo, lo cocido, lo podrido
- Premio del Concurso de Novela de Ediciones Ornitorrinco 1987 por El deseo de toda ciudadana
- Premio Borne 1991 (España) por El padre muerto
- Premio de Teatro Breve 1993 (España) por Tristán e Isolda
- Beca de la Fundación Andes (1994)
- Premio Mejores Obras Literarias Publicadas 1995 por El continente negro
- Premio Mejores Obras Literarias Inéditas 1994 (Consejo Nacional del Libro y la Lectura)
- Premio José Nuez Martín 1996
- Premio de la Asociación de Periodistas de Espectáculos 1996 a Mejor Dramaturgia y Mejor Montaje por La pequeña historia de Chile
- Beca Guggenheim (2000-2001)
- Premio Mejores Obras Literarias Inéditas 2000 (Consejo Nacional del Libro y la Lectura)
- Finalista del Premio Altazor de Dramaturgia 2000 con Madrid/Sarajevo y La puta madre
- Finalista del Premio Altazor de Dramaturgia 2001 con La vida privada
- Finalista del Premio Altazor de Dramaturgia 2003 con Las costureras
- Premio Max Hispanoamericano de las Artes Escénicas 2003 (Sociedad General de Autores y Editores de España)[15]
- Premio Mejores Obras Literarias Inéditas 2004 por Australia (Consejo Nacional del Libro y la Lectura)
- Premio Saulo Benavente al Mejor Espectáculo Extranjero presentado en Buenos Aires durante el año 2004 La secreta obscenidad de cada día
- Beca Iberescena 2009-2010